# Peter Egan
Peter Egan (* 28. September 1946 in London) ist ein britischer Schauspieler.

## Leben und Karriere
Peter Egan wurde 1946 in der britischen Hauptstadt London als Sohn von Michael Thomas und Doris Egan geboren. Seine Schulausbildung genoss er an der in der City of Westminster gelegenen St. George's Roman Catholic Comprehensive School Maida Vale. Sein Debüt vor der Kamera gab er 1967 als Reporter in einer Episodenrolle der Fernsehserie The Troubleshooter. Im folgenden Jahr machte Peter Egan in der BBC-Serie Cold Comfort Farm in der Rolle des sex- und kinobesessenen Seth Starkadder auf sich aufmerksam. In den folgenden Jahrzehnten wirkte er in zahlreichen Fernseh- und Filmproduktionen mit. 1974 wurde er mit einem British Academy Film Award als Bester Nachwuchsdarsteller ausgezeichnet. Im deutschsprachigen Raum wurde er durch seine Mitwirkung in der Filmkomödie Bean – Der ultimative Katastrophenfilm von 1998 und der 2007 gedrehten, schwarzen Komödie Sterben für Anfänger, in der er den Arzt Victor spielte, bekannt.
Seit dem 17. Februar 1977 war Peter Egan mit der früheren Schauspielerin Myra Frances verheiratet, mit der er ein gemeinsames Kind hatte. Sie starb 2021.
In seiner Position als englischer Botschafter der Animals Asia Foundation setzt sich Peter Egan für die Schließung von Bärengallefarmen in Asien ein.

## Filmografie (Auswahl)

### Filme
- 1970: One Brief Summer
- 1973: Botschaft für Lady Franklin (The Hireling)
- 1974: Den Aasgeiern eiskalt serviert (Callan)
- 1976: Time and Time Again
- 1981: Die Stunde des Siegers (Chariots of Fire)
- 1984: Die Windsor-Papiere – Königsjagd (To Catch a King)
- 1989: A Day in Summer
- 1990: Zweifelhafte Mitgift (The Price of the Bride)
- 1994: MacGyver – Endstation Hölle (MacGyver: Trail to Doomsday)
- 1997: Bean – Der ultimative Katastrophenfilm (Bean)
- 2000: 2000 – Durchgeknallt im All (A Space Travesty)
- 2005: Wedding Date (The Wedding Date)
- 2007: Sterben für Anfänger (Death at a Funeral)
- 2024: And Mrs.

### Fernsehen
- 1968: Cold Comfort Farm
- 1969: Big Breadwinner Hog
- 1972: The Organisation
- 1975: The Love School
- 1978: Lillie
- 1979: Der Prinzregent (Prince Regent)
- 1982: Die unglaublichen Geschichten von Roald Dahl (Tales of the Unexpected)
- 1984–1989: Ever Decreasing Circles
- 1986: Paradise Postponed
- 1987: Ein blendender Spion (A Perfect Spy)
- 1989–1990: Joint Account
- 1991–1995: Inspektor Wexford ermittelt (Ruth Rendell Mysteries)
- 1998: The Ambassador
- 2003: Inspector Lynley (The Inspector Lynley Mysteries)
- 2006: Home Again
- 2011: Inspector Barnaby (Midsomer Murders) Fernsehserie, Staffel 13, Folge 7: Eine Schande für das Dorf (Not In My Backyard)
- 2012, 2014–2015: Downton Abbey
- 2014: Grantchester
- 2014: Moving Up
- 2015–2021: Unforgotten (Fernsehserie, 24 Folgen)
- 2016: Our Ex-Wife
- 2018–2019: Hold the Sunset (Fernsehserie, 12 Folgen)
- 2019: Inspector Barnaby (Midsomer Murders)  Staffel 20, Folge 2: Schmetterlinge sterben früh (Death Of The Small Coppers)
- 2020: The Spanish Princess (Fernsehserie, 3 Folgen)
- 2020–2022: After Life (Fernsehserie, 6 Folgen)
- 2024: Truelove (Fernsehserie, 6 Folgen)